# Бахчи (Чишминский район)
Бахчи (баш. Баҡса) — деревня в Чишминском районе Республики Башкортостан Российской Федерации. Входит в состав Алкинского сельсовета. 

## География

### Географическое положение
Расстояние до:
- районного центра (Чишмы): 23 км,
- центра сельсовета (Узытамак): 4 км,
- ближайшей ж/д станции (Алкино): 5 км.

## Население
| 2002 | 2009 | 2010 |
| ---- | ---- | ---- |
| 68   | ↗70  | ↗88  |

Национальный состав
Согласно переписи 2002 года, преобладающая национальность — татары (87 %).